# Harun Erdenay
Hakki Harun Erdenay (ur. 22 maja 1968 w Ankarze) – turecki koszykarz, grający na pozycji rozgrywającego lub rzucającego obrońcy.
Obecnie jest menedżerem sportowym reprezentacji Turcji.

## Osiągnięcia
Na podstawie, o ile nie zaznaczono inaczej.
Drużynowe
- Mistrz Turcji (1995, 1998, 2001)
- Wicemistrz Turcji (1992, 1996, 2002, 2003)
- Zdobywca pucharu:
  - Turcji (1992, 2003)
  - Prezydenta Turcji (Superpucharu Turcji – 1995, 2001, 2002)
- Finalista:
  - Pucharu Turcji (1994, 2000)
  - Superpucharu Turcji (1998, 2000)

Indywidualne
- MVP ligi tureckiej (1995)
- Uczestnik meczu gwiazd ligi tureckiej (2005, 2006)
- Zwycięzca konkursu rzutów za 3 punkty ligi tureckiej (2006)
- Lider ligi tureckiej w:
  - punktach (1990, 1993,  2005)
  - skuteczności rzutów wolnych (2004)

Reprezentacja
- Wicemistrz Europy (2001)
- Uczestnik:
  - mistrzostw :
    - świata (2002 – 9. miejsce)
    - Europy (1993 – 11. miejsce, 1995 – 13. miejsce, 1997 – 8. miejsce, 2001)

  - kwalifikacji do:
    - igrzysk olimpijskich (1988, 1992)
    - Eurobasketu (1995, 1997, 1999, 2002/2003 – 12. miejsce)